# 福岡高等裁判所宮崎支部
福岡高等裁判所宮崎支部（日语：／ Fukuoka kōtō saibansho Miyazaki shibu */?），是日本福岡高等裁判所設置於宮崎縣宮崎市的支部。

## 所在地
- 宮崎縣宮崎市旭二丁目3番13号

## 沿革
- 1948年（昭和23年）10月30日 - 開廳。

## 管轄區域
在福岡高等裁判所的管轄範圍內，下列區域的訴訟案件由宮崎支部管轄：
- 宮崎縣全境
- 大分縣佐伯市
- 鹿兒島縣全境

## 外部連結
- 福岡高等裁判所HP （页面存档备份，存于）